# Cleómedes
Cleómedes (en griego Κλεoμήδης) fue un astrónomo griego conocido principalmente por su libro El movimiento circular de los cuerpos celestes (en griego: Κυκλικῆς Θεωρίας Μετεώρων Βίβλια δύο), escrito en dos volúmenes, que es un libro de texto básico en astronomía.

## Realizaciones

### El movimiento circular de los cuerpos celestes
El libro que se conoce de Cleomedes es un tratado básico de astronomía en dos volúmenes. Su propósito parece haber sido tanto filosófico como científico, dedicando gran parte del texto a la crítica de las ideas científicas de los epicúreos.
Este libro se valora principalmente por preservar (al parecer al pie de la letra) la mayor parte de los escritos de Posidonio sobre astronomía (ninguno de los libros de Posidonio ha sobrevivido hasta la actualidad). Cleomedes es preciso en algunas de sus observaciones sobre los eclipses lunares, especialmente en su conjetura de que la sombra sobre la Luna sugiere que la Tierra es esférica. También señala proféticamente que el tamaño absoluto de muchas estrellas podrá ser superior al del Sol, y que la Tierra podría aparecer como una estrella muy pequeña si se viese desde la superficie del Sol.
Este libro es la fuente original de la conocida historia de cómo Eratóstenes midió la circunferencia de la Tierra. Muchos matemáticos y astrónomos modernos consideran que la descripción es razonable, siendo la medición de Eratóstenes uno de los más impresionantes logros de la astronomía antigua.
Cleomedes también merece crédito por la primera explicación clara acerca de la distancia aparente del sol y del fenómeno denominado ilusión lunar. Argumentó que si el sol estuviese más lejos de la Tierra en el horizonte que en el cenit, también debería cambiar de tamaño (ya que su diámetro angular es constante). Atribuyó esta explicación a Posidonio.

### Óptica
Como discípulo de Posidonio, Cleomedes tomó nota de algunas propiedades cualitativas elementales de la refracción, como la curvatura de un rayo hacia la perpendicular al pasar de un medio de menor densidad a otro más denso, y sugirió que, debido a la refracción atmosférica, el sol y su arco iris pueden ser visibles cuando el sol está por debajo del horizonte.

## Legado
- Cleómedes es ahora recordado por el cráter Cleómedes, situado al noreste de la cara visible de la luna.